# Brada Ede
Brada Ede, Eduard Bradac (Bécs, 1879. március 14. – Budapest, 1955. május 8.) balett-táncos, koreográfus, balettmester. A budapesti Operaház első jelentős férfitáncosa. Balettmesteri munkájával jelentősen emelte a társulat színvonalát. Brada Rezső édesapja.

## Élete
Bradac János és Matejiček Ludovika fiaként született. A bécsi Udvari Opera kebelében működő balettiskolában tanult, és itt volt kartáncos 1895-től. Egy vendégjátékot követően, 1902-ben Wlassics Gyula kultuszminiszter a budapesti Operához szerződtette, a Bécsben működő Nicola Guerra balettmesterrel együtt. Itt vezető férfitáncos lett a szerény képességű Enrico Pini („Pini Henrik”) mellett. A következő évben az intézmény saját balettiskolájának tanárává is kinevezték. 1912-ben a londoni Coliseumban lépett fel. 1915-ben megkapta a magántáncosi címet. 1917-ben, A fából faragott királyfi ősbemutatóján a Fabábot táncolta. A koreográfiával nem boldoguló Otto Zöbisch helyett Balázs Bélával maga dolgozta ki a táncokat. 1924-ben vonult vissza a színpadi szerepléstől.
Bár már 1919-től ellátott balettmesteri feladatokat, hivatalosan csak 1924-ben nevezték ki, és 1931. szeptember 1-jei operai nyugdíjazásáig megtartotta a posztot. Az 1920-as években több koreográfiát is készített, de ezen a téren nem mutatott fel olyan kiváló képességeket, mint tanárként. 1927-ben ő készítette elő a Diótörő magyarországi bemutatóját.
A század elejétől keresett tánctanár volt arisztokrata körökben, ennek köszönhette, hogy József főherceg gyermekeit is oktathatta tizenegy éven át. 1925-től 1936-ig a Színművészeti Akadémián, a Ludovikán és hasonló helyeken is tanított. Elnökölte a Magyarországi Táncmesterek Egyesületét, oktatott a táncmesterképző iskolában. Vállalt koreografálást Bécsben is.
Magániskolát is fenntartott Budapesten, itt fokozatosan bevonta családtagjait is az oktatásba. Tanítványai közé tartoztak többek között: Brada Rezső, Csiki Júlia, Hidas Hedvig, Tatár György és Vécsey Elvira is.
Az 1940-es években meg kellett érnie felesége és hivatását továbbvivő fia halálát. Előbb Brada Rezső balettmester özvegyéhez, majd 1953-ban a közgazdász János fiához költözött.

## Legnevesebb koreográfiái
- A fából faragott királyfi (bemutató: 1917, Bartók zenéje)
- Mályvácska királykisasszony (bemutató: 1921, Máder Rezső zenéje)
- Argyrus királyfi (bemutató: 1924, Gajáry István zenéje)
- Petruska (1926, Sztravinszkij zenéje)
- Diótörő (bemutató: Budapesten 1927, Csajkovszkij zenéje)
- Az ezüst kulcs (1928)
- Pesti karnevál (bemutató: 1930, Liszt zenéje)

## Családja
Felesége Máder Józsa (1884–1941) volt, Máder Rezső (1856–1940) karmester, zeneszerző és Kreuter Karolina lánya, akit 1905. január 14-én Budapesten, a Terézvárosban vett nőül.
Gyermekei:
- Brada Rezső (1906–1948) balett-táncos, koreográfus
- Brada János (1907–1996) közgazdász
- Brada Sándor